# Olivetti Diaspron 82
La Diaspron 82 è una celebre macchina per scrivere meccanica standard realizzata dalla Olivetti. 

## La macchina per scrivere
Fu progettata nel 1959 dall'architetto e designer Marcello Nizzoli, collaboratore dell'azienda di Ivrea dal 1938, in collaborazione con l'ingegnere Giuseppe Beccio. Sostituì il modello Olivetti Lexicon 80, uscito nel 1948 e progettato dagli stessi Nizzoli e Beccio, riprendendo dalla macchina precedente buona parte della meccanica.
Erano disponibili cinque diversi carrelli: 90, 125,168, 220 e 260 spazi.
La tastiera è del tipo QZERTY, come è solito delle macchine italiane (a parte le moderne tastiere per computer). Oltre ai tasti di scrittura la tastiera include una barra spaziatrice, due tasti delle maiuscole, un tasto fissamaiuscole, il tasto di ritorno e un tasto di tabulazione.
L'insieme dei tasti di scrittura ha un'evidente mancanza: non è presente il tasto col numero zero, che si ottiene digitando la O (o) maiuscola. Sebbene questo oggi possa sembrare strano, era invece piuttosto comune nelle vecchie macchine per scrivere. Mancano anche i tasti per le vocali accentate maiuscole usate nella scrittura della
lingua italiana.